# Hyperolius adspersus
Hyperolius adspersus és una espècie de granota de la família dels hiperòlids que viu a Angola, Camerun, República del Congo, República Democràtica del Congo, Gabon i, possiblement també, a Guinea Equatorial.